# Sebenitos
Sebenitos o Sebennitos (grec antic: Σεβέννυτος, Sebennytos; llatí: Sebennytus) fou una ciutat de l'antic Egipte a la zona del delta del Nil a la branca Damiata o Sebenítica del riu, a l'est de Sais i prop d'aquesta ciutat, entre el llac Burlus i el Nil. El seu nom egipci fou Tjebnutjer i en llengua copta Djebenoute o Djemnouti. Correspon a la moderna Samannud. Fou capital del nomós XII del Baix Egipte (Theb-ka). S'atribueix a aquesta ciutat la capital de la dinastia XXX. Era un centre comercial entre el Baix Egipte i Memfis. L'abandonament del manteniment dels canals i l'aixecament del nivell del sòl al·luvial va obligar a abandonar el lloc. Fou la ciutat on va néixer l'historiador Manethó.
S'han trobat les ruïnes d'un temple dedicat al déu local Osiris-Shu (Anhur-Shu), on probablement Manethó va servir com a sacerdot, a l'oest de la ciutat moderna; les inscripcions esmenten Nectabeu II, Alexandre IV, Filip Arrideu i Ptolemeu II, però cap correspon a la dinastia XXX. S'han trobat també alguns objectes que vindrien d'altres ciutats com una falsa porta d'Amenemhet I, una estàtua de Psamètic I, un fragment d'altar de Neferites i una escultura del temps de Nectabeu I.
Dins la tradició cristiana egípcia és considerat un dels llocs pels quals va passar la sagrada família durant el seu periple per Egipte.
Fou visitada per Edouard Naville el 1887, i parts del temple foren portades al Museu d'Antiguitats Egípcies i a altres museus arreu del món. El 1998 es va investigar per Neal A. Spencer de la Societat d'Exploració d'Egipte i s'hi van trobar petits objectes.
Samannud és una petita ciutat d'Egipte a la zona del delta del Nil a la branca Damiata del riu, entre el llac Burlus i el Nil. És al costat de les ruïnes de l'antiga Sebenitos, lloc de naixement de l'historiador Manethó. També fou el lloc on va néixer Mustafà al-Nahhas Pasha el 15 de juny de 1876, que fou primer ministre d'Egipte cinc vegades (1928, 1930, 1936-1937, 1942-1944 i 1950-1952). Cada any se celebra una peregrinació dels coptes, ja que la ciutat és considerada dins la tradició cristiana egípcia un dels llocs per on va passar la sagrada família durant el seu periple per Egipte i hi va romandre uns 15 dies. La ciutat té una biblioteca amb documents cristians egipcis.